# Pseudomyrmecinae

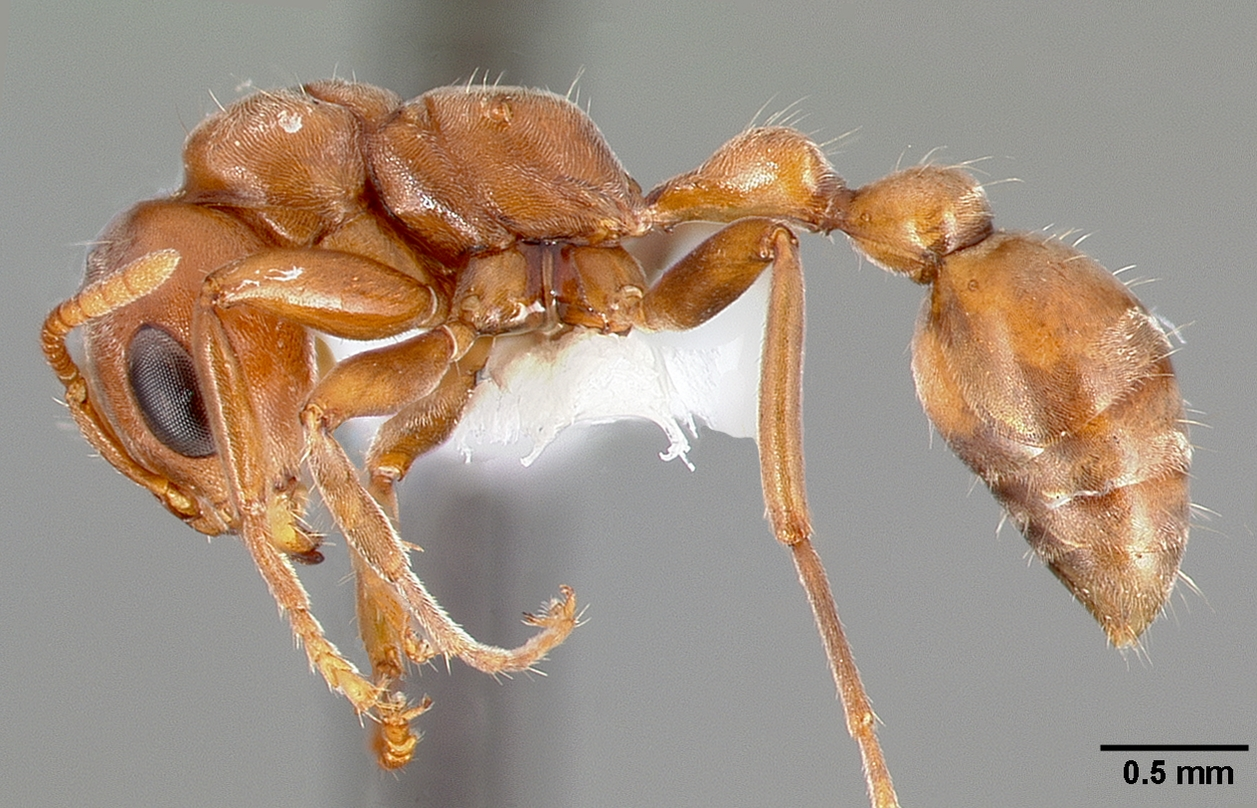
Pseudomyrmex spinicola

Pseudomyrmecinae (лат.) — подсемейство специализированных древесных мелких тропических муравьёв (Formicidae). Около 250 видов.

## Распространение
Пантропический ареал. Встречаются в Африке, Азии, Австралии, Северной Америке и Южной Америке.

## Описание
Группа специализированных древесных муравьёв с крупными глазами и сильным жалом, узкотелых и с короткими ногами. Живут в симбиотических отношениях с мирмекофитными растениями, например с родом Acacia (Acacia collinsii), Barteria (Passifloraceae) и другими.

### Вид в профиль

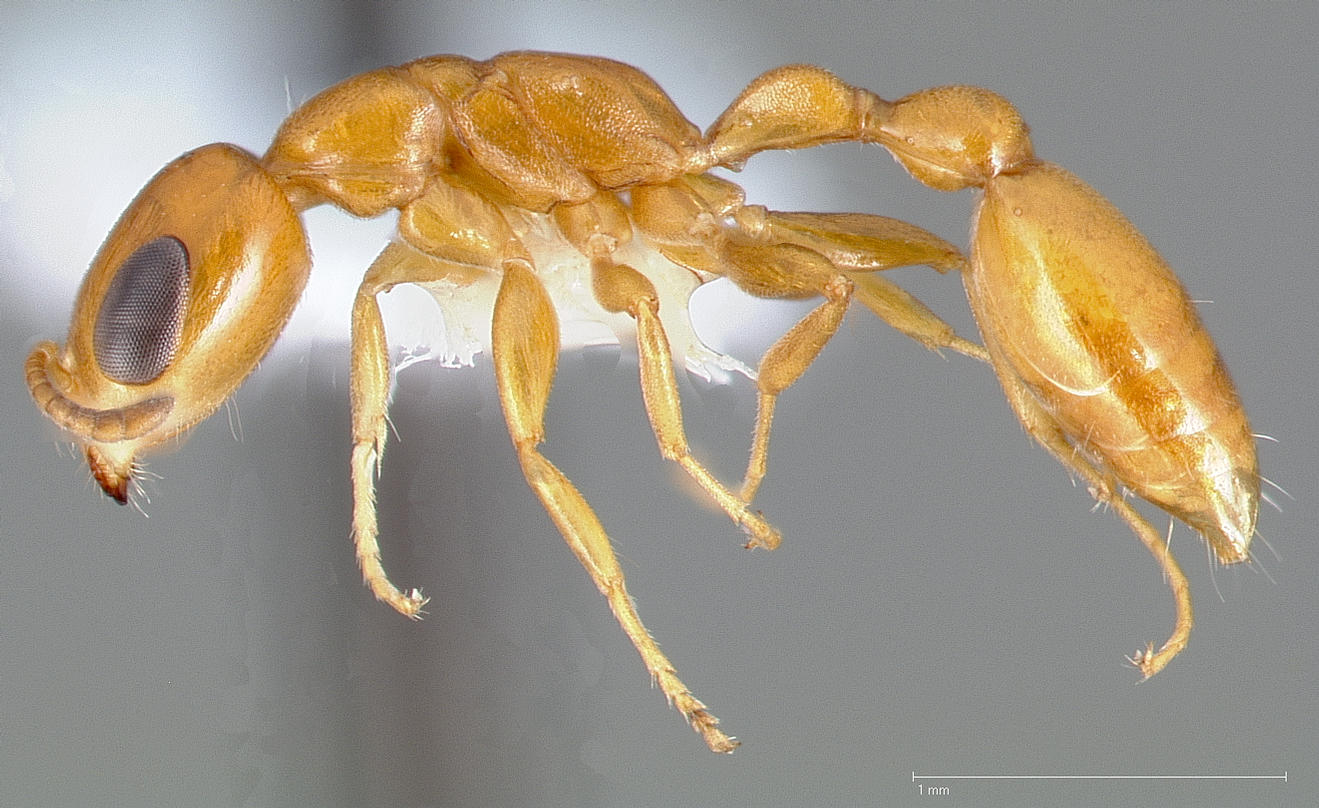
Pseudomyrmex pallidus
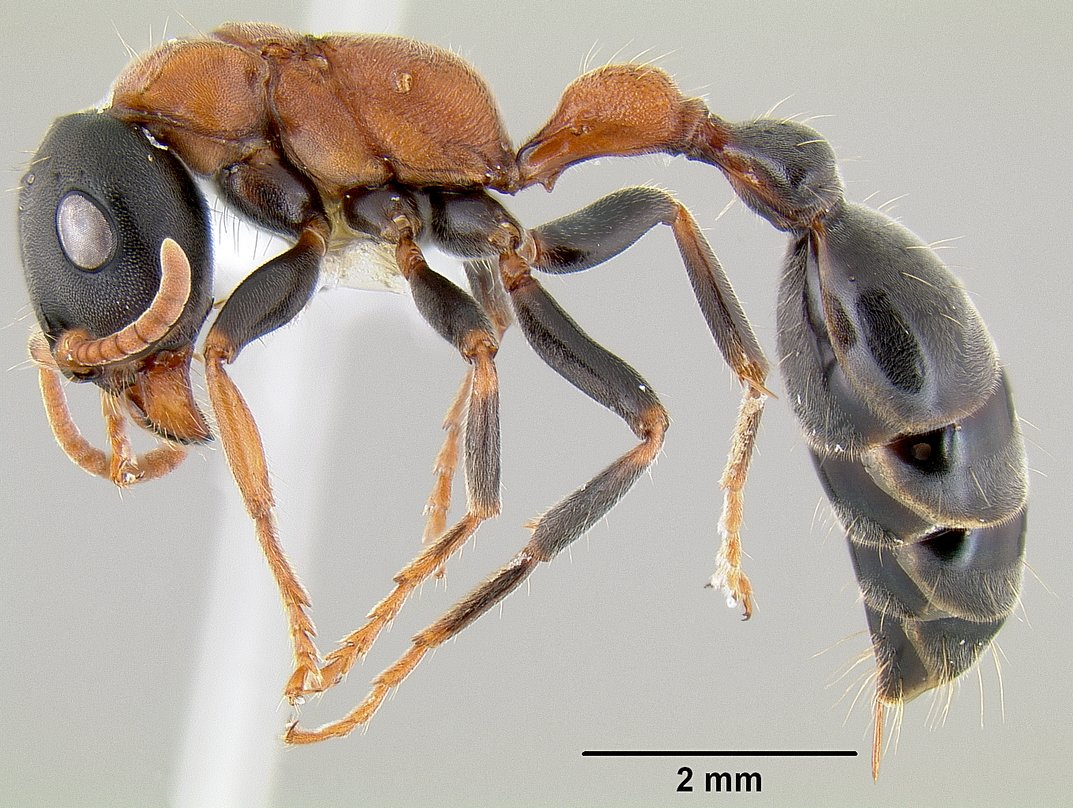
Tetraponera rufonigra

## Систематика
Включает 3 рода и около 250 видов. В системе муравьёв Болтона (Bolton, 2003), эти муравьи входят в группу подсемейств «The myrmeciomorph subfamilies», где Pseudomyrmecinae объединяются с Myrmeciinae (+Prionomyrmecini=Nothomyrmeciinae).
Впервые подсемейство Pseudomyrmecinae было выделено американским энтомологом Мэрион Р. Смит (M.R. Smith) в 1952 году для трёх древесных родов муравьёв из тропических и субтропических регионов.

### Список родов
| Pseudomyrmecinae Smith, 1952 |       |              |             |                       |                       |             |
| Род                          | Автор | Год описания | Число видов | Типовой вид           | Изображение           | Ссылки      |
| ---------------------------- | ----- | ------------ | ----------- | --------------------- | --------------------- | ----------- |
| Myrcidris                    | Ward  | 1990         | 1           | Myrcidris epicharis   | Myrcidris epicharis   | [ 5 ]       |
| Pseudomyrmex                 | Lund  | 1831         | 147         | Pseudomyrmex gracilis | Pseudomyrmex gracilis | [ 4 ] [ 6 ] |
| Tetraponera                  | Smith | 1852         | 109         | Tetraponera nigra     | Tetraponera nigra     | [ 7 ]       |